# Anderson Bruford Wakeman Howe
Anderson, Bruford, Wakeman, Howe (ABWH) was een band bestaande uit Jon Anderson, Bill Bruford, Rick Wakeman en Steve Howe, alle vier (ex-)leden van de rockband Yes. Bassist Tony Levin speelde zowel in de studio als live mee, maar werd officieel niet als lid van de band beschouwd, omdat deze zich als Yes-reünie afficheerde, en Levin nooit lid van Yes was geweest. De naam Yes zelf kon niet gevoerd worden, omdat een andere uitloper van het oorspronkelijke Yes, rond Chris Squire met verder Trevor Rabin, Tony Kaye en Alan White, de rechten op de naam bezat.
De groep bracht een titelloos album (Anderson Bruford Wakeman Howe) uit en in 1993 volgde een livealbum (An evening of Yes music plus). 
In 1991 zijn Yes en ABWH weer gefuseerd en bestond Yes voor enige tijd uit acht muzikanten. In deze samenstelling werd het album Union (1991) uitgebracht. Bruford, Wakeman en Howe verlieten de groep korte tijd later weer.

## Bezetting
Anderson Bruford Wakeman Howe
- Jon Anderson - lead- en achtergrondzang, akoestische gitaren, percussie, harp
- Bill Bruford - akoestische en elektronische drums, percussie
- Rick Wakeman - toetsen
- Steve Howe - akoestische en elektrische gitaren, lapsteelgitaar, achtergrondzang

Bijkomende muzikanten
- Tony Levin - basgitaar, Chapman stick, achtergrondzang (album en Europese tournee)
- Jeff Berlin - basgitaar, achtergrondzang (vervanger voor Amerikaanse tournee na ziekte van Levin)
- Milton McDonald - ritmegitaar (album en tournee), achtergrondzang (tournee)
- Matt Clifford - keyboards, programmering, orkestratie en achtergrondzang (album)
- Julian Colbeck - extra toetsen, achtergrondzang (tournee)
- Deborah Anderson, Tessa Niles, Carol Kenyon, Francis Dunnery, Chris Kimsey - achtergrondzang (album)
- Emerald Isle Community Singers, Montserrat - achtergrondzang
- Joe Hammer - percussie programmering

## Discografie en videografie
Studioalbums
- 1989: Anderson Bruford Wakeman Howe

Singles
- 1989: Brother of Mine / Themes [VK #63]
- 1989: Order of the Universe / Fist of Fire [VK #93]
- 1989: I'm Alive / Let's Pretend (DE/US)

Livealbums
- 1993: An Evening of Yes Music Plus
- 2010: Live at the NEC – Oct 24th 1989

Homevideo's
- 1989: In the Big Dream
- 1993: An Evening of Yes Music Plus

Muziekvideo's
- 1989: Brother of Mine
- 1989: Order of the Universe
- 1989: I'm Alive